# Playoffs NBA 2008
Los Playoffs de la NBA de 2008 fueron el torneo final de la temporada 2007-08 de la NBA.
El campeón fue Boston Celtics (Conferencia Este), derrotando a Los Angeles Lakers por 4 a 2 en las Finales de la NBA. De esta manera Boston se adjudicaba su décimo séptimo título de la NBA y acaba con su sequía de 22 años sin ganar el título, el anterior lo ganó en 1986.
El MPV de las Finales fue Paul Pierce de los Boston Celtics.
Los playoffs destacaron por el regreso de Atlanta Hawks a la postemporada, después de nueve años de ausencia. El primer clasificado del Este sería Boston Celtics, mientras que en la Conferencia Oeste los Lakers comenzarían una carrera que les llevaría hasta el primer puesto de su conferencia. También cabe resaltar el debut de Chris Paul en los playoffs, liderando a unos New Orleans Hornets en los playoffs después del Huracán Katrina y su séptimo partido ante los defensores del trofeo, San Antonio Spurs.
Los Lakers y los Celtics revitalizaron sus franquicias, especialmente después de las transferencias durante la pretemporada y la temporada regular. Los Celtics finalizaron jugando 26 partidos de playoffs, lo que es un récord NBA. Además estos dos primeros clasificados revivieron la antigua rivalidad existente entre ellos, la última vez que se enfrentaron fue en las Finales de 1987. Además, fue la primera vez desde los Playoffs del 2000, en la que los dos primeros clasificados se encontraban en las finales.

## Formato
El formato del 2008 es el mismo que el de los Playoffs del 2007.
- Los 8 mejores equipos de cada conferencia se clasifican para los playoffs.
  - Los cuatro mejores clasificados son los tres campeones de división más el siguiente mejor equipo en cuanto a balance de victorias-derrotas.
  - Los restantes 4 son elegidos según sus posiciones (mejor balance).
- Las series se juegan a un formato al mejor de 7 partidos, en las que el equipo que posee la ventaja de campo disputará los partidos 1,2,5 y 7; mientras que el resto de partidos se jugarán en el pabellón del equipo contrario.
  - Excepción: Para las finales de la NBA debido al gran despliegue de medios y a la gran distancia entre Boston y Los Ángeles se decidió que en Boston se jugasen en casa los partidos 1, 2, 6 y 7, mientras que en Los Ángeles se disputarían el 3, 4 y 5.

## Clasificación Playoff

### Conferencia Este
Boston Celtics consiguió el mejor récord de la NBA (66 victorias, 16 derrotas), y por ello tenía ventaja de campo durante todos los partidos de playoff.
A continuación se muestran la lista de los equipos clasificados en la conferencia Este. Entre paréntesis aparece el balance de victorias derrotas.
1. Boston Celtics (66-16, líder de la División Atlántico)
2. Detroit Pistons (59-23, líder de la División Central)
3. Orlando Magic (52-30, líder de la División Sureste)
4. Cleveland Cavaliers (45-37)
5. Washington Wizards (43-39)
6. Toronto Raptors (41-41)
7. Philadelphia 76ers (40-42)
8. Atlanta Hawks (37-45)

### Conferencia Oeste
Los Angeles Lakers firmaron el mejor récord de la conferencia Oeste y por ello obtuvieron la ventaja de campo durante todos los partidos de playoff de su conferencia.
A continuación se muestran la lista de los equipos clasificados en la conferencia Oeste. Entre paréntesis aparece el balance de victorias derrotas.
1. Los Angeles Lakers (57-25, líder de la División Pacífico)
2. New Orleans Hornets (56-26, líder de la División Suroeste, desempatando con los Spurs en sus enfrentamientos directos)
3. San Antonio Spurs (56-26)
4. Utah Jazz (54-28, líder de la División Noroeste)
5. Houston Rockets (55-27, desempatando con los Suns en sus enfrentamientos directos)
6. Phoenix Suns (55-27)
7. Dallas Mavericks (51-31)
8. Denver Nuggets (50-32)

## Cuadro de Enfrentamientos
|  | Primera Ronda     | Primera Ronda | Primera Ronda |   |              | Semifinales de Conferencia | Semifinales de Conferencia | Semifinales de Conferencia |  |    | Finales de Conferencia | Finales de Conferencia | Finales de Conferencia |  |    | Finales de la NBA | Finales de la NBA | Finales de la NBA |
|  |                   |               |               |   |              |                            |                            |                            |  |    |                        |                        |                        |  |    |                   |                   |                   |
|  | E1                | Boston*       | 4             |   |              |                            |                            |                            |  |    |                        |                        |                        |  |    |                   |                   |                   |
|  | E8                | Atlanta       | 3             |   |              |                            |                            |                            |  |    |                        |                        |                        |  |    |                   |                   |                   |
|  | E8                | Atlanta       | 3             |   | E1           | *Boston                    | 4                          |                            |  |    |                        |                        |                        |  |    |                   |                   |                   |
|  |                   |               |               |   | E1           | *Boston                    | 4                          |                            |  |    |                        |                        |                        |  |    |                   |                   |                   |
|  |                   | E4            | Cleveland     | 3 |              |                            |                            |                            |  |    |                        |                        |                        |  |    |                   |                   |                   |
|  | E4                | E4            | Cleveland     | 3 | Cleveland    | 4                          |                            |                            |  |    |                        |                        |                        |  |    |                   |                   |                   |
|  | E4                |               |               |   | Cleveland    | 4                          |                            |                            |  |    |                        |                        |                        |  |    |                   |                   |                   |
|  | E5                | Washington    | 2             |   |              |                            |                            |                            |  |    |                        |                        |                        |  |    |                   |                   |                   |
|  | E5                | Washington    | 2             |   |              |                            |                            |                            |  | E1 | *Boston                | 4                      |                        |  |    |                   |                   |                   |
|  | Conferencia Este  |               |               |   |              |                            |                            |                            |  | E1 | *Boston                | 4                      |                        |  |    |                   |                   |                   |
|  |                   | E2            | *Detroit      | 2 |              |                            |                            |                            |  |    |                        |                        |                        |  |    |                   |                   |                   |
|  | E3                | E2            | *Detroit      | 2 | Orlando*     | 4                          |                            |                            |  |    |                        |                        |                        |  |    |                   |                   |                   |
|  | E3                |               |               |   | Orlando*     | 4                          |                            |                            |  |    |                        |                        |                        |  |    |                   |                   |                   |
|  | E6                | Toronto       | 1             |   |              |                            |                            |                            |  |    |                        |                        |                        |  |    |                   |                   |                   |
|  | E6                | Toronto       | 1             |   | E3           | *Orlando                   | 1                          |                            |  |    |                        |                        |                        |  |    |                   |                   |                   |
|  |                   |               |               |   | E3           | *Orlando                   | 1                          |                            |  |    |                        |                        |                        |  |    |                   |                   |                   |
|  |                   | E2            | *Detroit      | 4 |              |                            |                            |                            |  |    |                        |                        |                        |  |    |                   |                   |                   |
|  | E2                | E2            | *Detroit      | 4 | Detroit*     | 4                          |                            |                            |  |    |                        |                        |                        |  |    |                   |                   |                   |
|  | E2                |               |               |   | Detroit*     | 4                          |                            |                            |  |    |                        |                        |                        |  |    |                   |                   |                   |
|  | E7                | Philadelphia  | 2             |   |              |                            |                            |                            |  |    |                        |                        |                        |  |    |                   |                   |                   |
|  | E7                | Philadelphia  | 2             |   |              |                            |                            |                            |  |    |                        |                        |                        |  | E1 | *Boston           | 4                 |                   |
|  |                   |               |               |   |              |                            |                            |                            |  |    |                        |                        |                        |  | E1 | *Boston           | 4                 |                   |
|  |                   | O1            | *L.A. Lakers  | 2 |              |                            |                            |                            |  |    |                        |                        |                        |  |    |                   |                   |                   |
|  | O1                | O1            | *L.A. Lakers  | 2 | LA Lakers*   | 4                          |                            |                            |  |    |                        |                        |                        |  |    |                   |                   |                   |
|  | O1                |               |               |   | LA Lakers*   | 4                          |                            |                            |  |    |                        |                        |                        |  |    |                   |                   |                   |
|  | O8                | Denver        | 0             |   |              |                            |                            |                            |  |    |                        |                        |                        |  |    |                   |                   |                   |
|  | O8                | Denver        | 0             |   | O1           | *L.A. Lakers               | 4                          |                            |  |    |                        |                        |                        |  |    |                   |                   |                   |
|  |                   |               |               |   | O1           | *L.A. Lakers               | 4                          |                            |  |    |                        |                        |                        |  |    |                   |                   |                   |
|  |                   | O4            | *Utah         | 2 |              |                            |                            |                            |  |    |                        |                        |                        |  |    |                   |                   |                   |
|  | O4                | O4            | *Utah         | 2 | Utah*        | 4                          |                            |                            |  |    |                        |                        |                        |  |    |                   |                   |                   |
|  | O4                |               |               |   | Utah*        | 4                          |                            |                            |  |    |                        |                        |                        |  |    |                   |                   |                   |
|  | O5                | Houston       | 2             |   |              |                            |                            |                            |  |    |                        |                        |                        |  |    |                   |                   |                   |
|  | O5                | Houston       | 2             |   |              |                            |                            |                            |  | O1 | *L.A. Lakers           | 4                      |                        |  |    |                   |                   |                   |
|  | Conferencia Oeste |               |               |   |              |                            |                            |                            |  | O1 | *L.A. Lakers           | 4                      |                        |  |    |                   |                   |                   |
|  |                   | O3            | San Antonio   | 1 |              |                            |                            |                            |  |    |                        |                        |                        |  |    |                   |                   |                   |
|  | O3                | O3            | San Antonio   | 1 | San Antonio  | 4                          |                            |                            |  |    |                        |                        |                        |  |    |                   |                   |                   |
|  | O3                |               |               |   | San Antonio  | 4                          |                            |                            |  |    |                        |                        |                        |  |    |                   |                   |                   |
|  | O6                | Phoenix       | 1             |   |              |                            |                            |                            |  |    |                        |                        |                        |  |    |                   |                   |                   |
|  | O6                | Phoenix       | 1             |   | O3           | San Antonio                | 4                          |                            |  |    |                        |                        |                        |  |    |                   |                   |                   |
|  |                   |               |               |   | O3           | San Antonio                | 4                          |                            |  |    |                        |                        |                        |  |    |                   |                   |                   |
|  |                   | O2            | *New Orleans  | 3 |              |                            |                            |                            |  |    |                        |                        |                        |  |    |                   |                   |                   |
|  | O2                | O2            | *New Orleans  | 3 | New Orleans* | 4                          |                            |                            |  |    |                        |                        |                        |  |    |                   |                   |                   |
|  | O2                |               |               |   | New Orleans* | 4                          |                            |                            |  |    |                        |                        |                        |  |    |                   |                   |                   |
|  | O7                | Dallas        | 1             |   |              |                            |                            |                            |  |    |                        |                        |                        |  |    |                   |                   |                   |

* - Campeón de división

Negrita- Ganador de las series

Cursiva- Equipo con ventaja de campo

## Conferencia Este

### Primera ronda

#### (1) Boston Celtics vs. (8) Atlanta Hawks
| 20 de abril | Atlanta Hawks | 81–104 | Boston Celtics |                                                       |  |
|             |               |        |                |                                                       |  |
|             |               | 1      |                | Pabellón: TD Banknorth Garden, Boston Televisión: TNT |  |

| 23 de abril | Atlanta Hawks | 77–96 | Boston Celtics |                                                       |  |
|             |               |       |                |                                                       |  |
|             |               | 2     |                | Pabellón: TD Banknorth Garden, Boston Televisión: TNT |  |

| 26 de abril | Boston Celtics | 93–102 | Atlanta Hawks |                                                   |  |
|             |                |        |               |                                                   |  |
|             |                | 3      |               | Pabellón: Philips Arena, Atlanta Televisión: ESPN |  |

| 28 de abril | Boston Celtics | 92–97 | Atlanta Hawks |                                                  |  |
|             |                |       |               |                                                  |  |
|             |                | 4     |               | Pabellón: Philips Arena, Atlanta Televisión: TNT |  |

| 30 de abril | Atlanta Hawks | 85–110 | Boston Celtics |                                                       |  |
|             |               |        |                |                                                       |  |
|             |               | 5      |                | Pabellón: TD Banknorth Garden, Boston Televisión: TNT |  |

| 2 de mayo | Boston Celtics | 100–103 | Atlanta Hawks |                                                   |  |
|           |                |         |               |                                                   |  |
|           |                | 6       |               | Pabellón: Philips Arena, Atlanta Televisión: ESPN |  |

| 4 de mayo                 | Atlanta Hawks | 65–99 | Boston Celtics |                                                       |  |  |
|                           |               |       |                |                                                       |  |  |
|                           |               | 7     |                | Pabellón: TD Banknorth Garden, Boston Televisión: ABC |  |  |
| Boston ganó la serie, 4–3 |               |       |                |                                                       |  |  |
|                           |               |       |                |                                                       |  |  |

Los partidos 1 y 2 fueron para los Celtics, gracias a un gran trabajo defensivo (Atlanta promedió 79 puntos en estos dos primeros partidos) y a un gran balance anotador (6 jugadores alcanzaron las dobles figuras en el primer partido y 5 en el segundo). Por parte de Atlanta el jugador protagonista fue Mike Bibby, que a pesar de no ser el máximo anotador recibió numerosos aplausos cada vez que tocaba el balón en el segundo partido.
En el partido 3, Atlanta mostró su poderío físico con una serie de mates de Josh Smith (27 puntos) y un fuerte rendimiento interior del rookie Al Horford (17 puntos, 14 rebotes, 6 asistencias), quien también charló con Paul Pierce cerca del final del partido. Habría más diálogos entre Zaza Pachulia y Kevin Garnett, pero los resultados serían una sorpresa: Gracias al heroico último cuarto de Joe Johnson y Smith, quienes anotaron 32 de los 34 puntos anotados por Atlanta en este cuarto. Este fuerte comienzo del cuarto hizo que los Hawks pasaran de ir perdiendo de 10, a empatar las series en su regreso a Boston. Boston dominó el 5.º partido, pero en el sexto, 6 jugadores de los Hawks volvieron a finalizar con dobles figuras, poniendo en un aprieto a los Celtics forzándoles a jugar el séptimo y último partido de la serie. Pero los Hawks no fueron rivales para los Celtics en el partido 7.º, los Celtics comenzaron con 26 puntos en el primer cuarto. Pasados 3 minutos del segundo cuarto, las tensiones acumuladas estallaron cuando Marvin Williams fue expulsado por cometer una dura falta sobre Rajon Rondo.

#### (2) Detroit Pistons vs. (7) Philadelphia 76ers
| 20 de abril | Philadelphia 76ers | 90–86 | Detroit Pistons |                                                               |  |
|             |                    |       |                 |                                                               |  |
|             |                    | 1     |                 | Pabellón: The Palace of Auburn Hills, Detroit Televisión: TNT |  |

| 23 de abril | Philadelphia 76ers | 88–105 | Detroit Pistons |                                                                  |  |
|             |                    |        |                 |                                                                  |  |
|             |                    | 2      |                 | Pabellón: The Palace of Auburn Hills, Detroit Televisión: NBA TV |  |

| 25 de abril | Detroit Pistons | 75–95 | Philadelphia 76ers |                                                         |  |
|             |                 |       |                    |                                                         |  |
|             |                 | 3     |                    | Pabellón: Wachovia Center, Filadelfia Televisión: ESPN2 |  |

| 27 de abril | Detroit Pistons | 93–84 | Philadelphia 76ers |                                                       |  |
|             |                 |       |                    |                                                       |  |
|             |                 | 4     |                    | Pabellón: Wachovia Center, Filadelfia Televisión: TNT |  |

| 29 de abril | Philadelphia 76ers | 81–98 | Detroit Pistons |                                                                  |  |
|             |                    |       |                 |                                                                  |  |
|             |                    | 5     |                 | Pabellón: The Palace of Auburn Hills, Detroit Televisión: NBA TV |  |

| 1 de mayo                  | Detroit Pistons | 100–77 | Philadelphia 76ers |                                                       |  |  |
|                            |                 |        |                    |                                                       |  |  |
|                            |                 | 6      |                    | Pabellón: Wachovia Center, Filadelfia Televisión: TNT |  |  |
| Detroit ganó la serie, 4–2 |                 |        |                    |                                                       |  |  |
|                            |                 |        |                    |                                                       |  |  |

Las pérdidas de Tayshaun Prince y Rasheed Wallace fueron uno de los factores más importantes del primer partido, en él los Sixers batieron a los Pistons en su casa con un gran partido defensivo de Andre Iguodala. Pero los Pistons respondieron con un gran segundo partido ganando por 17 puntos de diferencia. El partido 3 estaba igualado en el descanso, pero Samuel Dalembert y Andre Miller ayudaron a romperlo. Detroit estaba detrás en el marcador por 12 en el 4.º partido y en peligro de volverse a casa con un 3-1, pero tres triples en la segunda mitad de Rasheed Wallace, y el poderío de Tayshaun Prince y Chauncey Billups hicieron que el cuarto acabase con +18, lo que fue clave para empatar las series. Detroit dominó el partido 5 gracias a los 14 puntos y 5 asistencias de Billups en el primer cuarto. Richard Hamilton consiguió un comienzo de partido similar en el sexto anotando 13 puntos, lo que permitió a Detroit obtener una ventaja de +18 al final del primer cuarto.

#### (3) Orlando Magic vs. (6) Toronto Raptors
| 20 de abril | Toronto Raptors | 100–114 | Orlando Magic |                                                     |  |
|             |                 |         |               |                                                     |  |
|             |                 | 1       |               | Pabellón: Amway Arena, Orlando Televisión: TNT, TSN |  |

| 22 de abril | Toronto Raptors | 103–104 | Orlando Magic |                                                   |  |
|             |                 |         |               |                                                   |  |
|             |                 | 2       |               | Pabellón: Amway Arena, Orlando Televisión: NBA TV |  |

| 24 de abril | Orlando Magic | 94–108 | Toronto Raptors |                                                         |  |
|             |               |        |                 |                                                         |  |
|             |               | 3      |                 | Pabellón: Air Canada Centre, Toronto Televisión: NBA TV |  |

| 26 de abril | Orlando Magic | 106–94 | Toronto Raptors |                                                      |  |
|             |               |        |                 |                                                      |  |
|             |               | 4      |                 | Pabellón: Air Canada Centre, Toronto Televisión: TNT |  |

| 28 de abril                | Toronto Raptors | 92–102 | Orlando Magic |                                                   |  |  |
|                            |                 |        |               |                                                   |  |  |
|                            |                 | 5      |               | Pabellón: Amway Arena, Orlando Televisión: NBA TV |  |  |
| Orlando ganó la serie, 4–1 |                 |        |               |                                                   |  |  |
|                            |                 |        |               |                                                   |  |  |

Antonado 25 puntos y capturando 22 rebotes, Dwight Howard dio a los Magic su primera victoria en playoffs desde 2003 liderando prácticamente todo el partido. Howard conseguiría un 29–20 en el segundo partido, y Hedo Turkoglu anotaría cuatro puntos muy importantes para que los Magic ganasen la serie por 2-0. Los Raptors responderían con un fuerte tercer partido protagonizado por los bases T.J. Ford y José Calderon. Pero Jameer Nelson, Rashard Lewis y Keith Bogans se hicieron fuertes en la línea de tres durante el cuarto partido anulando así la gran aportación de Chris Bosh (39 puntos y 15 rebotes) para dar los Magic una ventaja de 3 partidos a 1. Howard finiquitaría la serie en el quinto partido con unas estadísticas abrumadoras: 21 puntos, 21 rebotes, 3 tapones.

#### (4) Cleveland Cavaliers vs. (5) Washington Wizards
| 19 de abril | Washington Wizards | 86–93 | Cleveland Cavaliers |                                                           |  |
|             |                    |       |                     |                                                           |  |
|             |                    | 1     |                     | Pabellón: Quicken Loans Arena, Cleveland Televisión: ESPN |  |

| 21 de abril | Washington Wizards | 86–116 | Cleveland Cavaliers |                                                          |  |
|             |                    |        |                     |                                                          |  |
|             |                    | 2      |                     | Pabellón: Quicken Loans Arena, Cleveland Televisión: TNT |  |

| 24 de abril | Cleveland Cavaliers | 72–108 | Washington Wizards |                                                            |  |
|             |                     |        |                    |                                                            |  |
|             |                     | 3      |                    | Pabellón: Verizon Center, Washington D. C. Televisión: TNT |  |

| 27 de abril | Cleveland Cavaliers | 100–97 | Washington Wizards |                                                            |  |
|             |                     |        |                    |                                                            |  |
|             |                     | 4      |                    | Pabellón: Verizon Center, Washington D. C. Televisión: ABC |  |

| 30 de abril | Washington Wizards | 88–87 | Cleveland Cavaliers |                                                          |  |
|             |                    |       |                     |                                                          |  |
|             |                    | 5     |                     | Pabellón: Quicken Loans Arena, Cleveland Televisión: TNT |  |

| 2 de mayo                    | Cleveland Cavaliers | 105–88 | Washington Wizards |                                                              |  |  |
|                              |                     |        |                    |                                                              |  |  |
|                              |                     | 6      |                    | Pabellón: Verizon Center, Washington D. C. Televisión: ESPN2 |  |  |
| Cleveland ganó la serie, 4–2 |                     |        |                    |                                                              |  |  |
|                              |                     |        |                    |                                                              |  |  |

LeBron James, fue llamado "overrated" (sobrevalorado) por el escolta de los Wizards, DeShawn Stevenson. Lebron anotó 20 de sus 32 puntos en la segunda mitad ayudando a los Cavs a ganar en su primer enfrentamiento en primera ronda después de muchos años. Los Cavs y los Wizards intercambiaro victorias en los partidos 2 y 3, pero Cleveland consiguió ventaja en el 4.º partido en el Verizon Center gracias a un triple de Delonte West en el último segundo. Washington aún seguía vivo ganando el 5.º partido cuando Caron Butler convirtió un contraataque con solos unos segundos de tiempo, alcanzando así los 32 puntos en este partido. Sin embargo, James lideraría a los Cavs a un sexto partido muy dominante en Washington, añadiendo un nuevo triple doble a sus estadísticas (27 puntos, 13 rebotes, 13 asistencias); además recibió la crucial ayuda de Wally Szczerbiak y Daniel Gibson desde el exterior, que juntos sumaron 48 puntos.
Estas series estuvieron marcadas por fuertes acciones sobre LeBron James, ya que Brendan Haywood, Stevenson y Darius Songaila fueron amonestados con faltas técnicas y flagrantes debido a fuertes contactos con James.

### Semifinales de Conferencia

#### (1) Boston Celtics vs. (4) Cleveland Cavaliers
| 6 de mayo | Cleveland Cavaliers | 72–76 | Boston Celtics |                                                       |  |
|           |                     |       |                |                                                       |  |
|           |                     | 1     |                | Pabellón: TD Banknorth Garden, Boston Televisión: TNT |  |

| 8 de mayo | Cleveland Cavaliers | 73–89 | Boston Celtics |                                                        |  |
|           |                     |       |                |                                                        |  |
|           |                     | 2     |                | Pabellón: TD Banknorth Garden, Boston Televisión: ESPN |  |

| 10 de mayo | Boston Celtics | 84–108 | Cleveland Cavaliers |                                                          |  |
|            |                |        |                     |                                                          |  |
|            |                | 3      |                     | Pabellón: Quicken Loans Arena, Cleveland Televisión: ABC |  |

| 12 de mayo | Boston Celtics | 77–88 | Cleveland Cavaliers |                                                          |  |
|            |                |       |                     |                                                          |  |
|            |                | 4     |                     | Pabellón: Quicken Loans Arena, Cleveland Televisión: TNT |  |

| 14 de mayo | Cleveland Cavaliers | 89–96 | Boston Celtics |                                                       |  |
|            |                     |       |                |                                                       |  |
|            |                     | 5     |                | Pabellón: TD Banknorth Garden, Boston Televisión: TNT |  |

| 16 de mayo | Boston Celtics | 69–74 | Cleveland Cavaliers |                                                           |  |
|            |                |       |                     |                                                           |  |
|            |                | 6     |                     | Pabellón: Quicken Loans Arena, Cleveland Televisión: ESPN |  |

| 18 de mayo                | Cleveland Cavaliers | 92–97 | Boston Celtics |                                                       |  |  |
|                           |                     |       |                |                                                       |  |  |
|                           |                     | 7     |                | Pabellón: TD Banknorth Garden, Boston Televisión: ABC |  |  |
| Boston ganó la serie, 4–3 |                     |       |                |                                                       |  |  |
|                           |                     |       |                |                                                       |  |  |

A pesar de que en la primera ronda los Boston Celtics tuvieron que jugar contra pronóstico los siete partidos ante Atlanta, ellos comenzaron muy fuertes en las semifinales de Conferencia ganando los dos primeros partidos en Boston. Kevin Garnett anotó 28 puntos y se hizo con 8 rebotes. LeBron James sólo anotaría 8 veces de 42 en tiros de campo.
Cleveland volvería para ganar los dos siguientes partidos, estas victorias tuvieron como clave que cinco Cavs superasen las dobles figuras en el partido 3 y en el 4.º partido destacó el mate que James hizo sobre Garnett. La mejora del tiro de James en el quinto partido en el Garden, no fue suficiente para parar a los de Boston; Rajon Rondo, Garnett, y Paul Pierce superarían todos la barrera de los 20 puntos, para dejar a Boston con un resultado de 3-2. El sexto partido fue feo, con ambos equipos por debajo del 40%, pero con un doble de James (32-12-6). Boston, el mejor equipo visitante de la temporada regular, caía 0-6 en sus partidos fuera de casa.
El partido 7.º sería un duelo entre Pierce (41 puntos) y James (45 puntos) que algunos compararon con el duelo Bird-Dominique en el Garden hace 20 años. Pero finalmente los rebotes ofensivos (10 en total), 18 puntos en segunda oportunidad, y algunos tiros claves del veterano de los Celtics, P.J. Brown, ayudaron a empujar a Boston a las Finales de la Conferencia Este.

#### (2) Detroit Pistons vs. (3) Orlando Magic
| 3 de mayo | Orlando Magic | 72–91 | Detroit Pistons |                                                               |  |
|           |               |       |                 |                                                               |  |
|           |               | 1     |                 | Pabellón: The Palace of Auburn Hills, Detroit Televisión: TNT |  |

| 5 de mayo | Orlando Magic | 93–100 | Detroit Pistons |                                                               |  |
|           |               |        |                 |                                                               |  |
|           |               | 2      |                 | Pabellón: The Palace of Auburn Hills, Detroit Televisión: TNT |  |

| 7 de mayo | Detroit Pistons | 86–111 | Orlando Magic |                                                |  |
|           |                 |        |               |                                                |  |
|           |                 | 3      |               | Pabellón: Amway Arena, Orlando Televisión: TNT |  |

| 10 de mayo | Detroit Pistons | 90–89 | Orlando Magic |                                                 |  |
|            |                 |       |               |                                                 |  |
|            |                 | 4     |               | Pabellón: Amway Arena, Orlando Televisión: ESPN |  |

| 13 de mayo                 | Orlando Magic | 86–91 | Detroit Pistons |                                                               |  |  |
|                            |               |       |                 |                                                               |  |  |
|                            |               | 5     |                 | Pabellón: The Palace of Auburn Hills, Detroit Televisión: TNT |  |  |
| Detroit ganó la serie, 4–1 |               |       |                 |                                                               |  |  |
|                            |               |       |                 |                                                               |  |  |

Los Detroit Pistons comenzaron venciendo en el primer partido, los hombres altos de Detroit se encargaron de dejar a Dwight Howard en sólo 12 puntos y 8 rebotes, por otra parte cinco de los jugadores de los Pistons finalizaron con dobles figuras. Después de estar callados en el segundo partido, el porcentaje de los Magic de 3 mejoró (11 de 26, Jameer Nelson hizo cinco de ocho), pero no pudo con las 19 pérdidas de balón y cayó en las series 2-0. Hubo una decisión polémica al final del tercer cuarto, en el que Chauncey Billups consiguió encestar un triple cerca del fin de este cuarto, cuando el reloj se paró quedando aproximadamente 0.5 segundos, más tarde los relojes de la TNT revelarían que Billups recibió el balón fuera de tiempo.
Los Magic tomarían una ventaja de 24-6 en casa en el partido 3.º y destrozarían a Destroit en el último cuarto con un 38-17; el ritmo fue marcado por Rashard Lewis con 33 puntos. Billups se lesionaría los músculos isquiotibiales de su pierna derecha y se perdería el resto de las series, pero Detroit no le necesitaría en el partido 4.º, en el que Richard Hamilton anotó 32 puntos, recuperando la deventaja de 15 puntos en la que se vieron sumidos durante el tercer cuarto. Tayshaun Prince volvería a conseguir una canasta recorriéndose toda la pista con sólo 8.9 segundos y Hedo Turkoglu fallaría una entrada en el tiempo final.
El sustituto de Billups, Rodney Stuckey, luchó durante el 4.º partido, y volvería a casa con un fuerte 5.º partido. Rip Hamilton volvería a liderar a los Pistons con 31 puntos, y Prince realizaría la crucial jugada defensiva taponando en los segundos finales a Turkoglu. Detroit avanzaba así hacia su sexta Final de la Conferencia Este consecutiva, el mejor récord de asiscencia a finales de conferencia después de la racha de Los Angeles Lakers en los 80s (8 veces).

### Finales de Conferencia

#### (1) Boston Celtics vs. (2) Detroit Pistons
| 20 de mayo | Detroit Pistons | 79–88 | Boston Celtics |                                                        |  |
|            |                 |       |                |                                                        |  |
|            |                 | 1     |                | Pabellón: TD Banknorth Garden, Boston Televisión: ESPN |  |

| 22 de mayo | Detroit Pistons | 103–97 | Boston Celtics |                                                        |  |
|            |                 |        |                |                                                        |  |
|            |                 | 2      |                | Pabellón: TD Banknorth Garden, Boston Televisión: ESPN |  |

| 24 de mayo | Boston Celtics | 94–80 | Detroit Pistons |                                                               |  |
|            |                |       |                 |                                                               |  |
|            |                | 3     |                 | Pabellón: The Palace of Auburn Hills, Detroit Televisión: ABC |  |

| 26 de mayo | Boston Celtics | 75–94 | Detroit Pistons |                                                                |  |
|            |                |       |                 |                                                                |  |
|            |                | 4     |                 | Pabellón: The Palace of Auburn Hills, Detroit Televisión: ESPN |  |

| 28 de mayo | Detroit Pistons | 102–106 | Boston Celtics |                                                        |  |
|            |                 |         |                |                                                        |  |
|            |                 | 5       |                | Pabellón: TD Banknorth Garden, Boston Televisión: ESPN |  |

| 30 de mayo                | Boston Celtics | 89–81 | Detroit Pistons |                                                                |  |  |
|                           |                |       |                 |                                                                |  |  |
|                           |                | 6     |                 | Pabellón: The Palace of Auburn Hills, Detroit Televisión: ESPN |  |  |
| Boston ganó la serie, 4–2 |                |       |                 |                                                                |  |  |
|                           |                |       |                 |                                                                |  |  |

Detroit llegó a las finales de la Conferencia Este por sexta vez consecutiva. Boston conseguiría la victoria en el primer partido por 79-88, pero dejaron que los Pistons les venciesen en el segundo partido, gracias a un gran rendimiento de los de Detroit (marcando la primera derrota en casa de Boston en los playoffs). Sin embargo, Boston ganaría su primer partido fuera de casa en el 3.º partido de la serie por 94-80. En el 4.º partido los Pistons empatarían la serie a 2 a pesar de ir perdiendo durante gran parte del partido. En el sextor partido, los Pistons poseían una ventaja de 10, pero la falta de concentración, un partido pobre de Rasheed Wallace, y una importante pérdida de Tayshaun Prince hicieron que los Pistons acabasen aquí su temporada. Con esto, los Celtics se clasificaron para las Finales de la NBA, y ellos se enfrentarían a los Lakers por undécima vez.

## Conferencia Oeste

### Primera ronda

#### (1) Los Angeles Lakers vs. (8) Denver Nuggets
| 20 de abril | Denver Nuggets | 114–128 | Los Angeles Lakers |                                                       |  |
|             |                |         |                    |                                                       |  |
|             |                | 1       |                    | Pabellón: Staples Center, Los Ángeles Televisión: ABC |  |

| 23 de abril | Denver Nuggets | 107–122 | Los Angeles Lakers |                                                       |  |
|             |                |         |                    |                                                       |  |
|             |                | 2       |                    | Pabellón: Staples Center, Los Ángeles Televisión: TNT |  |

| 26 de abril | Los Angeles Lakers | 102–84 | Denver Nuggets |                                                |  |
|             |                    |        |                |                                                |  |
|             |                    | 3      |                | Pabellón: Pepsi Center, Denver Televisión: TNT |  |

| 28 de abril                    | Los Angeles Lakers | 107–101 | Denver Nuggets |                                                |  |  |
|                                |                    |         |                |                                                |  |  |
|                                |                    | 4       |                | Pabellón: Pepsi Center, Denver Televisión: TNT |  |  |
| Los Ángeles ganó la serie, 4–0 |                    |         |                |                                                |  |  |
|                                |                    |         |                |                                                |  |  |

En el debut de Pau Gasol en playoffs con los Lakers, anotó 36 puntos, capturó 16 rebotes y dio 8 asistencias además de poner 3 tapones; lo que sirvió en gran parte para vencer a los Nuggets en el partido 1. Kobe Bryant dio a los fan una gran satisfacción en el segundo partido consiguiendo 49 puntos y 10 asistencias en el Staples Center. Los Nuggets volverían a casa en el tercer partido, cuyo resultado fue el más amplio de toda la serie +18. El cuarto partido estuvo muy igualado, pero Bryant lideró a los Lakers con 14 puntos en los últimos cinco minutos y medio. Esta era la primera vez que los Lakers pasaban a segunda ronda desde los Playoffs de 2004.

#### (2) New Orleans Hornets vs. (7) Dallas Mavericks
| 19 de abril | Dallas Mavericks | 92–104 | New Orleans Hornets |                                                             |  |
|             |                  |        |                     |                                                             |  |
|             |                  | 1      |                     | Pabellón: New Orleans Arena, Nueva Orleans Televisión: ESPN |  |

| 22 de abril | Dallas Mavericks | 103–127 | New Orleans Hornets |                                                            |  |
|             |                  |         |                     |                                                            |  |
|             |                  | 2       |                     | Pabellón: New Orleans Arena, Nueva Orleans Televisión: TNT |  |

| 25 de abril | New Orleans Hornets | 87–97 | Dallas Mavericks |                                                             |  |
|             |                     |       |                  |                                                             |  |
|             |                     | 3     |                  | Pabellón: American Airlines Center, Dallas Televisión: ESPN |  |

| 27 de abril | New Orleans Hornets | 97–84 | Dallas Mavericks |                                                            |  |
|             |                     |       |                  |                                                            |  |
|             |                     | 4     |                  | Pabellón: American Airlines Center, Dallas Televisión: TNT |  |

| 29 de abril                    | Dallas Mavericks | 94–99 | New Orleans Hornets |                                                            |  |  |
|                                |                  |       |                     |                                                            |  |  |
|                                |                  | 5     |                     | Pabellón: New Orleans Arena, Nueva Orleans Televisión: TNT |  |  |
| New Orleans ganó la serie, 4–1 |                  |       |                     |                                                            |  |  |
|                                |                  |       |                     |                                                            |  |  |

En su debut en los playoffs, Chris Paul alcanzó la cifra de 35 puntos, 10 asistencias y 10 robos de balón para liderar a los Hornets a la victoria frente a Mavericks. Él volvería a repetir este rendimiento en el segundo partido con 32 puntos y 17 asistencias. Los Dallas se revelarían con un 3.º partido dominante en casa después de introducir a Jason Terry en el quinteto inicial, pero New Orleans ganaría los dos últimos partidos de la serie, gracias a la aportación de David West en el partido 4 y al triple doble de Paul en el quinto y último partido.

#### (3) San Antonio Spurs vs. (6) Phoenix Suns
| 19 de abril | Phoenix Suns | 115–117 (2TE) | San Antonio Spurs |                                                    |  |
|             |              |               |                   |                                                    |  |
|             |              | 1             |                   | Pabellón: AT&T Center, San Antonio Televisión: ABC |  |

| 22 de abril | Phoenix Suns | 96–102 | San Antonio Spurs |                                                    |  |
|             |              |        |                   |                                                    |  |
|             |              | 2      |                   | Pabellón: AT&T Center, San Antonio Televisión: TNT |  |

| 25 de abril | San Antonio Spurs | 115–99 | Phoenix Suns |                                                       |  |
|             |                   |        |              |                                                       |  |
|             |                   | 3      |              | Pabellón: US Airways Center, Phoenix Televisión: ESPN |  |

| 27 de abril | San Antonio Spurs | 86–105 | Phoenix Suns |                                                      |  |
|             |                   |        |              |                                                      |  |
|             |                   | 4      |              | Pabellón: US Airways Center, Phoenix Televisión: ABC |  |

| 29 de abril                    | Phoenix Suns | 87–92 | San Antonio Spurs |                                                    |  |  |
|                                |              |       |                   |                                                    |  |  |
|                                |              | 5     |                   | Pabellón: AT&T Center, San Antonio Televisión: TNT |  |  |
| San Antonio ganó la serie, 4–1 |              |       |                   |                                                    |  |  |
|                                |              |       |                   |                                                    |  |  |

La regularidad de Michael Finley, los 40 puntos de Tim Duncan (incluyendo un extraño tiro de tres para forzar la segunda prórroga) y la aportación de Manu Ginóbili consiguieron resolver el primer partido. Tony Parker marcaría el ritmo en las siguientes victorias en las series, anotando 32 y 41 en los partidos 2 y 3 respectivamente. Al borde de la eliminación, Phoenix respondió con un fuerte cuarto partido. Pero no les serviría de nada ante los fallos de Shaquille O'Neal en la línea de libres y pérdidas de balón claves de Steve Nash en el quinto partido, dando la victoria a San Antonio, liderados de nuevo con un Parker anotador (31 puntos).
Gregg Popovich utilizó el punto débil de los Suns atacando más cuando Shaquille O'Neal estaba en la pista. O'Neal tiraría 64 tiros libres, anotando solamente 32, cuando el porcentaje de tiros libres normal de un jugador profesional ronda el 80-85%.

#### (4) Utah Jazz vs. (5) Houston Rockets
| 19 de abril | Utah Jazz | 93–82 | Houston Rockets |                                                   |  |
|             |           |       |                 |                                                   |  |
|             |           | 1     |                 | Pabellón: Toyota Center, Houston Televisión: ESPN |  |

| 21 de abril | Utah Jazz | 90–84 | Houston Rockets |                                                  |  |
|             |           |       |                 |                                                  |  |
|             |           | 2     |                 | Pabellón: Toyota Center, Houston Televisión: TNT |  |

| 24 de abril | Houston Rockets | 94–92 | Utah Jazz |                                                                 |  |
|             |                 |       |           |                                                                 |  |
|             |                 | 3     |           | Pabellón: EnergySolutions Arena, Salt Lake City Televisión: TNT |  |

| 26 de abril | Houston Rockets | 82–86 | Utah Jazz |                                                                  |  |
|             |                 |       |           |                                                                  |  |
|             |                 | 4     |           | Pabellón: EnergySolutions Arena, Salt Lake City Televisión: ESPN |  |

| 29 de abril | Utah Jazz | 69–95 | Houston Rockets |                                                     |  |
|             |           |       |                 |                                                     |  |
|             |           | 5     |                 | Pabellón: Toyota Center, Houston Televisión: NBA TV |  |

| 2 de mayo               | Houston Rockets | 91–113 | Utah Jazz |                                                                  |  |  |
|                         |                 |        |           |                                                                  |  |  |
|                         |                 | 6      |           | Pabellón: EnergySolutions Arena, Salt Lake City Televisión: ESPN |  |  |
| Utah ganó la serie, 4–2 |                 |        |           |                                                                  |  |  |
|                         |                 |        |           |                                                                  |  |  |

Los Jazz tuvieron un partido bastante equilibrado de Andréi Kirilenko, Carlos Boozer y Deron Williams para robar la ventaja de campo a los Rockets. Algo similar sucedió en el segundo partido en el que Utah consiguió ponerse 2-0 en la serie antes de volver a Salt Lake City. Rafer Alston regresó al quinteto titular de Houston después de una lesión, él junto con los 27 puntos de Tracy McGrady y un tampón clave de Carl Landry sobre Deron Williams fueron momentos cruciales que ayudaron a Houston a llevarse el tercer partido fuera de casa. Williams respondió con un gran rendimiento en el partido 4, además recibió ayuda de Mehmet Okur que capturó dos rebotes defensivos después de dos tiros libres fallados. Los Rockets controlaron el 5.º partido para seguir vivos, pero a pesar de los 40 puntos, 10 rebotes y 5 asistencias de McGrady en el sexto partido y 15 puntos de Luis Scola, el resto del equipo de Houston sólo conseguiría 10 de 39 en tiros de campo, además perderían a Alston por una lesión en el tobillo y los Jazz acabarían con la serie consiguiendo un parcial en el 3.º cuarto de 27–11.

### Semifinales de Conferencia

#### (1) Los Angeles Lakers vs. (4) Utah Jazz
| 4 de mayo | Utah Jazz | 98–109 | Los Angeles Lakers |                                                       |  |
|           |           |        |                    |                                                       |  |
|           |           | 1      |                    | Pabellón: Staples Center, Los Ángeles Televisión: ABC |  |

| 7 de mayo | Utah Jazz | 110–120 | Los Angeles Lakers |                                                       |  |
|           |           |         |                    |                                                       |  |
|           |           | 2       |                    | Pabellón: Staples Center, Los Ángeles Televisión: TNT |  |

| 9 de mayo | Los Angeles Lakers | 99–104 | Utah Jazz |                                                                  |  |
|           |                    |        |           |                                                                  |  |
|           |                    | 3      |           | Pabellón: EnergySolutions Arena, Salt Lake City Televisión: ESPN |  |

| 11 de mayo | Los Angeles Lakers | 115–123 (TE) | Utah Jazz |                                                                 |  |
|            |                    |              |           |                                                                 |  |
|            |                    | 4            |           | Pabellón: EnergySolutions Arena, Salt Lake City Televisión: ABC |  |

| 14 de mayo | Utah Jazz | 104–111 | Los Angeles Lakers |                                                       |  |
|            |           |         |                    |                                                       |  |
|            |           | 5       |                    | Pabellón: Staples Center, Los Ángeles Televisión: TNT |  |

| 16 de mayo                     | Los Angeles Lakers | 108–105 | Utah Jazz |                                                                  |  |  |
|                                |                    |         |           |                                                                  |  |  |
|                                |                    | 6       |           | Pabellón: EnergySolutions Arena, Salt Lake City Televisión: ESPN |  |  |
| Los Ángeles ganó la serie, 4–2 |                    |         |           |                                                                  |  |  |
|                                |                    |         |           |                                                                  |  |  |

Los Lakers, quienes llegaban sin nada que perder, ganaron el primer partido en el Staples Center con una ventaja de 11 sobre los Jazz. Después de haber sido galardonado con el MVP de la temporada en el segundo partido, Kobe Bryant lo celebró con su equipo liderando a los Lakers con 34 puntos, 8 rebotes y 6 asistencias. Sin embargo, los Jazz acabarían con la pequeña fiesta al volver a casa ganando los partidos 3 y 4, empatando la serie. Deron Williams y Carlos Boozer volvieron a despertar después de dos malos partidos en L.A., liderando al equipo. Los Lakers volverían con autoriadad en el quinto partido con Bryant, Pau Gasol y Lamar Odom anotando más de 20 puntos cada uno. Los Jazz se vieron obligados a forzar el séptimo partido, pero los Lakers no se dejaron arrastrar y liquidaron las series en el sexto partido con una victoria de 108-105 en Utah, donde los Jazz habían conseguido ganar 37 de los 41 partidos que disputaron durante la temporada regular. Bryant llevó las riendas del equipo con 34 puntos y los Lakers conseguían así avanzar a las Finales de la Conferencia Oeste, lugar que no alcanzaban desde los playoffs del 2004.

#### (2) New Orleans Hornets vs. (3) San Antonio Spurs
| 3 de mayo | San Antonio Spurs | 82–101 | New Orleans Hornets |                                                            |  |
|           |                   |        |                     |                                                            |  |
|           |                   | 1      |                     | Pabellón: New Orleans Arena, Nueva Orleans Televisión: TNT |  |

| 5 de mayo | San Antonio Spurs | 84–102 | New Orleans Hornets |                                                            |  |
|           |                   |        |                     |                                                            |  |
|           |                   | 2      |                     | Pabellón: New Orleans Arena, Nueva Orleans Televisión: TNT |  |

| 8 de mayo | New Orleans Hornets | 99–110 | San Antonio Spurs |                                                     |  |
|           |                     |        |                   |                                                     |  |
|           |                     | 3      |                   | Pabellón: AT&T Center, San Antonio Televisión: ESPN |  |

| 11 de mayo | New Orleans Hornets | 80–100 | San Antonio Spurs |                                                    |  |
|            |                     |        |                   |                                                    |  |
|            |                     | 4      |                   | Pabellón: AT&T Center, San Antonio Televisión: TNT |  |

| 13 de mayo | San Antonio Spurs | 79–101 | New Orleans Hornets |                                                            |  |
|            |                   |        |                     |                                                            |  |
|            |                   | 5      |                     | Pabellón: New Orleans Arena, Nueva Orleans Televisión: TNT |  |

| 15 de mayo | New Orleans Hornets | 80–99 | San Antonio Spurs |                                                     |  |
|            |                     |       |                   |                                                     |  |
|            |                     | 6     |                   | Pabellón: AT&T Center, San Antonio Televisión: ESPN |  |

| 19 de mayo                     | San Antonio Spurs | 91–82 | New Orleans Hornets |                                                            |  |  |
|                                |                   |       |                     |                                                            |  |  |
|                                |                   | 7     |                     | Pabellón: New Orleans Arena, Nueva Orleans Televisión: TNT |  |  |
| San Antonio ganó la serie, 4–3 |                   |       |                     |                                                            |  |  |
|                                |                   |       |                     |                                                            |  |  |

Ambos equipos se forzaron a jugar el séptimo partido, en todos los partidos excepto en la final el equipo vencedor superaría la barrera de los 100 puntos mientras que el perdedor se quedaría por debajo, además en todos los partidos excepto en la final el equipo vencedor fue el que jugaba en casa.

### Finales de Conferencia

#### (1) Los Angeles Lakers vs. (3) San Antonio Spurs
| 21 de mayo | San Antonio Spurs | 85–89 | Los Angeles Lakers |                                                       |  |
|            |                   |       |                    |                                                       |  |
|            |                   | 1     |                    | Pabellón: Staples Center, Los Ángeles Televisión: TNT |  |

| 23 de mayo | San Antonio Spurs | 71–101 | Los Angeles Lakers |                                                       |  |
|            |                   |        |                    |                                                       |  |
|            |                   | 2      |                    | Pabellón: Staples Center, Los Ángeles Televisión: TNT |  |

| 25 de mayo | Los Angeles Lakers | 84–103 | San Antonio Spurs |                                                    |  |
|            |                    |        |                   |                                                    |  |
|            |                    | 3      |                   | Pabellón: AT&T Center, San Antonio Televisión: TNT |  |

| 27 de mayo | Los Angeles Lakers | 93–91 | San Antonio Spurs |                                                    |  |
|            |                    |       |                   |                                                    |  |
|            |                    | 4     |                   | Pabellón: AT&T Center, San Antonio Televisión: TNT |  |

| 29 de mayo                     | San Antonio Spurs | 92–100 | Los Angeles Lakers |                                                       |  |  |
|                                |                   |        |                    |                                                       |  |  |
|                                |                   | 5      |                    | Pabellón: Staples Center, Los Ángeles Televisión: TNT |  |  |
| Los Ángeles ganó la serie, 4–1 |                   |        |                    |                                                       |  |  |
|                                |                   |        |                    |                                                       |  |  |

Las series enfrentaron por primera vez en diez años a los dos mejores equipos de la Conferencia Oeste. Teniendo la ventaja de campo, los Lakers comenzaron como favoritos y no decepcionaron a su afición, sobreponiéndose a un marcador de -20 en el partido 1 y ganando en parte gracias a los 27 puntos de Kobe Bryant, 25 de los cuales anotó en la segunda mitad. El segundo partido fue un paseo para los Lakers que consiguieron un parcial de 9-0 antes del descanso, liderando todo el partido y aumentando la diferencia hasta 30.
Los Spurs tomaron fácilmente el partido 3 en casa con un Manu Ginóbili que se echó a las espaldas a los Spurs después de dos partidos terribles en L.A., acabando con 30 puntos; Tony Parker y Tim Duncan sumarían 42 más. En el cuarto partido los Lakers no siguieron a los Spurs (los Spurs perdieron muchas oportunidades de tomar el liderazgo) y dominarían comódamente más tarde, pero un buen parcial de los Spurs y un conjunto de fallos por parte de los Lakers (Kobe fallando tiros con mucho tiempo de posesión restante, Gasol fallando dos tiros libres) dieron a San Antonio una oportunidad de empatar o ganar con algunos segundos restantes. Derek Fisher provocó una falta sobre Brent Barry, pero no fue pitada y Barry falló el triple en el último segundo.
Ganando 3-1 en las series, los Lakers perdían de 13 en el primer cuarto, pero a partir de este punto conseguirían anotar siempre 7 puntos más por cuarto que los Spurs. De nuevo, Bryant intensificó el partido anotando 17 de sus 39 puntos en el último cuarto, ayudando a los Lakers a cerrar la serie, y metiendo a los Lakers por quinta vez en 9 temporadas en las finales y la primera después de la era Shaq.
Los Lakers conseguirían alcanzar las finales de la NBA de nuevo como primer clasificado de la conferencia Oeste. La última vez que esto pasó fue durante los Playoffs del 2000, donde vencieron a los Indiana Pacers 4-2. Los Lakers renovarían la rivalidad con los Boston Celtics siendo la undécima vez que se enfrentarían en las Finales de la NBA.

## Finales de la NBA: Boston Celtics vs. Los Angeles Lakers
| 5 de junio | Los Angeles Lakers | 88–98 | Boston Celtics |                                                       |  |
|            |                    |       |                |                                                       |  |
|            |                    | 1     |                | Pabellón: TD Banknorth Garden, Boston Televisión: ABC |  |

| 8 de junio | Los Angeles Lakers | 102–108 | Boston Celtics |                                                       |  |
|            |                    |         |                |                                                       |  |
|            |                    | 2       |                | Pabellón: TD Banknorth Garden, Boston Televisión: ABC |  |

| 10 de junio | Boston Celtics | 81–87 | Los Angeles Lakers |                                                       |  |
|             |                |       |                    |                                                       |  |
|             |                | 3     |                    | Pabellón: Staples Center, Los Ángeles Televisión: ABC |  |

| 12 de junio | Boston Celtics | 97–91 | Los Angeles Lakers |                                                       |  |
|             |                |       |                    |                                                       |  |
|             |                | 4     |                    | Pabellón: Staples Center, Los Ángeles Televisión: ABC |  |

| 15 de junio | Boston Celtics | 98–103 | Los Angeles Lakers |                                                       |  |
|             |                |        |                    |                                                       |  |
|             |                | 5      |                    | Pabellón: Staples Center, Los Ángeles Televisión: ABC |  |

| 17 de junio                            | Los Angeles Lakers | 92–131 | Boston Celtics |                                                       |  |  |
|                                        |                    |        |                |                                                       |  |  |
|                                        |                    | 6      |                | Pabellón: TD Banknorth Garden, Boston Televisión: ABC |  |  |
| Boston ganó las Finales de la NBA, 4–2 |                    |        |                |                                                       |  |  |
|                                        |                    |        |                |                                                       |  |  |